# Elizabeth Binmore
Elizabeth Binmore (ur. 1860 w Montrealu, zm. 1917) – kanadyjska naukowiec i nauczyciel.

## Biografia
Elizabeth Binmore urodziła się w 1860 w Montrealu, jako córka księgowego Thomasa Binmore’a i Mary C. Binmore. W latach 1875–1878 uczęszczała do McGill Normal School. Zaczęła pracować przed 20 rokiem życia. Uczyła w Bradford, i w protestanckich szkołach, w Clarenceville, Longueuil i Montrealu. Od 1892 r. do 1905 r. była nauczycielką w Montreal Senior School, nauczając tam matematyki, rok później w 1906 uczyła matematyki i nauk ścisłych w Szkole Handlowo-Technicznej.
Binmore dużo bywała w Europie, uczestniczyła w wielu grupach edukacyjnych Alumnae Society of McGill University, której była przewodniczącą w latach 1897–1898. Została wybrana w 1896 na pierwszą kobietę przewodniczącą Stowarzyszenia Nauczycielskiego w Montrealu.
Zmarła w 1917 w wieku 57 lat.